# Pseudicius cambridgei
Pseudicius cambridgei là một loài nhện trong họ Salticidae.
Loài này thuộc chi Pseudicius. Pseudicius cambridgei được Jerzy Prószyński & Zochowska miêu tả năm 1981.